# Finn Brothers
Finn Brothers is de naam van het muzikale project van de Nieuw-Zeelandse broers en muzikanten Neil en Tim Finn. 
De broers werkten voor het eerst samen toen Neil Tims band Split Enz kwam versterken in 1977. Na het uiteenvallen van de band richtte Neil Crowded House op, en Tim had een succesvolle solocarrière toen de in 1991 eerste aanzet voor een hernieuwde samenwerking werd gedaan. De broers maakten samen een aantal nummers die vervolgens op het album Woodface van Crowded House werden uitgebracht, en Tim werd lid van de band. Maar doordat de band niet bestand was tegen twee aanvoerders, verliet Tim de band weer voordat het volgende Crowded House album werd uitgegeven. 
Maar de samenwerking was productief, en werd voortgezet en in 1995 verscheen een album van beide heren onder de titel Finn. De bandnaam Finn was echter al in gebruik, en de naam werd voor de Amerikaanse release (en verdere releases) veranderd in Finn Brothers. In 2004 kwam een tweede album uit met de titel Everyone is here.